# Кілер (Вісконсин)
Кілер (англ. Kieler) — переписна місцевість (CDP) в США, в окрузі Грант штату Вісконсин. Населення — 557 осіб (2020).

## Географія
Кілер розташований за координатами 42°34′56″ пн. ш. 90°36′19″ зх. д. / 42.58222° пн. ш. 90.60528° зх. д. (42.582306, -90.605183).  За даними Бюро перепису населення США в 2010 році переписна місцевість мала площу 2,17 км², уся площа — суходіл.

## Демографія
Згідно з переписом 2010 року, у переписній місцевості мешкало 497 осіб у 205 домогосподарствах у складі 151 родини. Густота населення становила 229 осіб/км².  Було 212 помешкання (97/км²).
Расовий склад населення:
| - 99,2 % — білих |

До двох чи більше рас належало 0,6 %. Частка іспаномовних становила 0,6 % від усіх жителів.
За віковим діапазоном населення розподілялося таким чином: 19,7 % — особи молодші 18 років, 57,6 % — особи у віці 18—64 років, 22,7 % — особи у віці 65 років та старші. Медіана віку мешканця становила 47,2 року. На 100 осіб жіночої статі у переписній місцевості припадало 96,4 чоловіків;  на 100 жінок у віці від 18 років та старших — 97,5 чоловіків також старших 18 років.
Середній дохід на одне домашнє господарство  становив 60 047 доларів США (медіана — 48 750), а середній дохід на одну сім'ю — 72 598 доларів (медіана — 61 833). За межею бідності перебувало 3,3 % осіб, у тому числі 0,0 % дітей у віці до 18 років та 0,0 % осіб у віці 65 років та старших.
Цивільне працевлаштоване населення становило 270 осіб. Основні галузі зайнятості: освіта, охорона здоров'я та соціальна допомога — 31,5 %, роздрібна торгівля — 28,5 %, виробництво — 11,9 %, публічна адміністрація — 7,0 %.